# Ксеркс Армянский
Ксеркс Армянский (арм. Շավարշ, Шаварш) (? -212 год до н. э.) — пятый по счёту царь армянского царства Софены и Коммагены.

## Биография
Ксеркс родился и жил в III веке до н. э.. В 228 году до н. э сменил своего отца Аршама на престоле армянского царства Софены.
Придя к власти, Ксеркс отказался платить дань в казну Селевкидов. В ответ на это Антиох III осадил столицу Софены Аршамашат. Некоторые придворные советовали Антиоху свергнуть Ксеркса и поставить на его место своего племянника Митридата, однако царь поступил иначе. В результате переговоров конфликт был урегулирован: Антиох, выдав за мятежного армянского царя свою сестру Антиохиду, простил тому большую часть долга, а Ксеркс, в свою очередь, признал власть Селевкидов. Однако спустя какое-то время Антиохида убила своего мужа Ксеркса и присоединила Софенское царство к владениям своего брата.